# Flistads kyrka, Västergötland

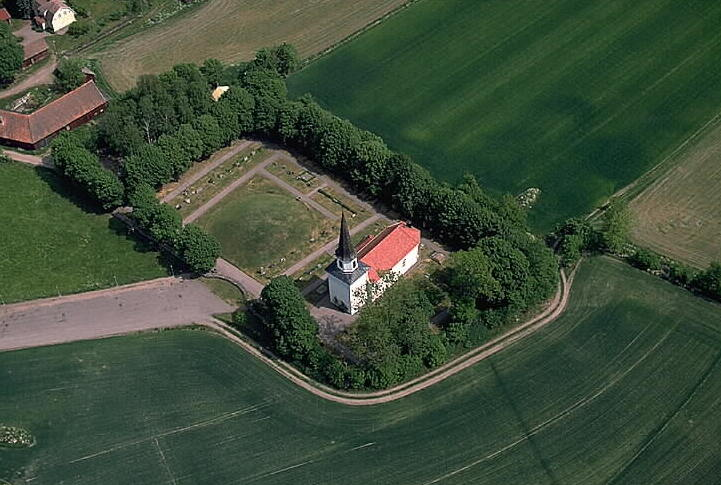
Flygbild över kyrkan och högen.

Flistads kyrka är en kyrkobyggnad som sedan 2002 tillhör Götlunda församling (tidigare Flistads församling) i Skara stift. Den ligger i kyrkbyn Flistad i Skövde kommun.

## Kyrkobyggnaden
Flistads kyrka, vars äldsta delar härrör från 1100-talet, ligger på den västra sidan om sjön Östen, strax intill Kung Ranes hög en förkristen storhög. Den murade kyrkan består av rektangulärt långhus med tresidigt avslutat korparti, vidbyggd sakristia i norr samt västtorn. Ingång via tornets bottenvåning.
Kyrkan har sin nuvarande prägel efter en ombyggnad under 1700-talet, då ett ursprungligt absidkor ersattes med ett tidstypiskt korparti av samma bredd som långhuset. Av den äldsta stenkyrkan, sannolikt uppförd under 1100- eller tidigt 1200-tal, återstår emellertid betydande murpartier i det befintliga långhusets västra del. Västtorn och sakristia är sekundära till långhuset respektive korutvidgningen, men någon närmare datering är ej känd. Murarna är vitputsade såväl ut- som invändigt och genombryts av rundbågiga fönsteröppningar. Det långsmala kyrkorummet har fortfarande medeltidskyrkans bredd. Interiören präglas framförallt av 1700-talets rika utsmyckningar. Det rikt dekorerade spegelvalvet är målat av Lars Hasselbom 1759. Såväl altaruppsats som predikstol är bevarade från 1700-talet. (Källa: Riksantikvarieämbetet, se: "Externa länkar".)

## Inventarier
- Dopfunt av sandsten från omkring 1200 (bilder).

## Orgel
Rörpneumatisk piporgel byggd 1939 av H. Nordfors & Co, Lidköping. Den omintonerades av samma firma 1962.
Disposition:
| Manual I       | Manual II     | Pedal         |
| Gedackt 8'     | Rörflöjt 8'   | Subbas 16'    |
| Principal 4'   | Blockflöjt 4' | Kvintadena 4' |
| Gemshorn 2'    | Principal 2'  | Nachthorn 2'  |
| Mixtur III ch. | Nasat 1 1/3'  |               |

## Galleri

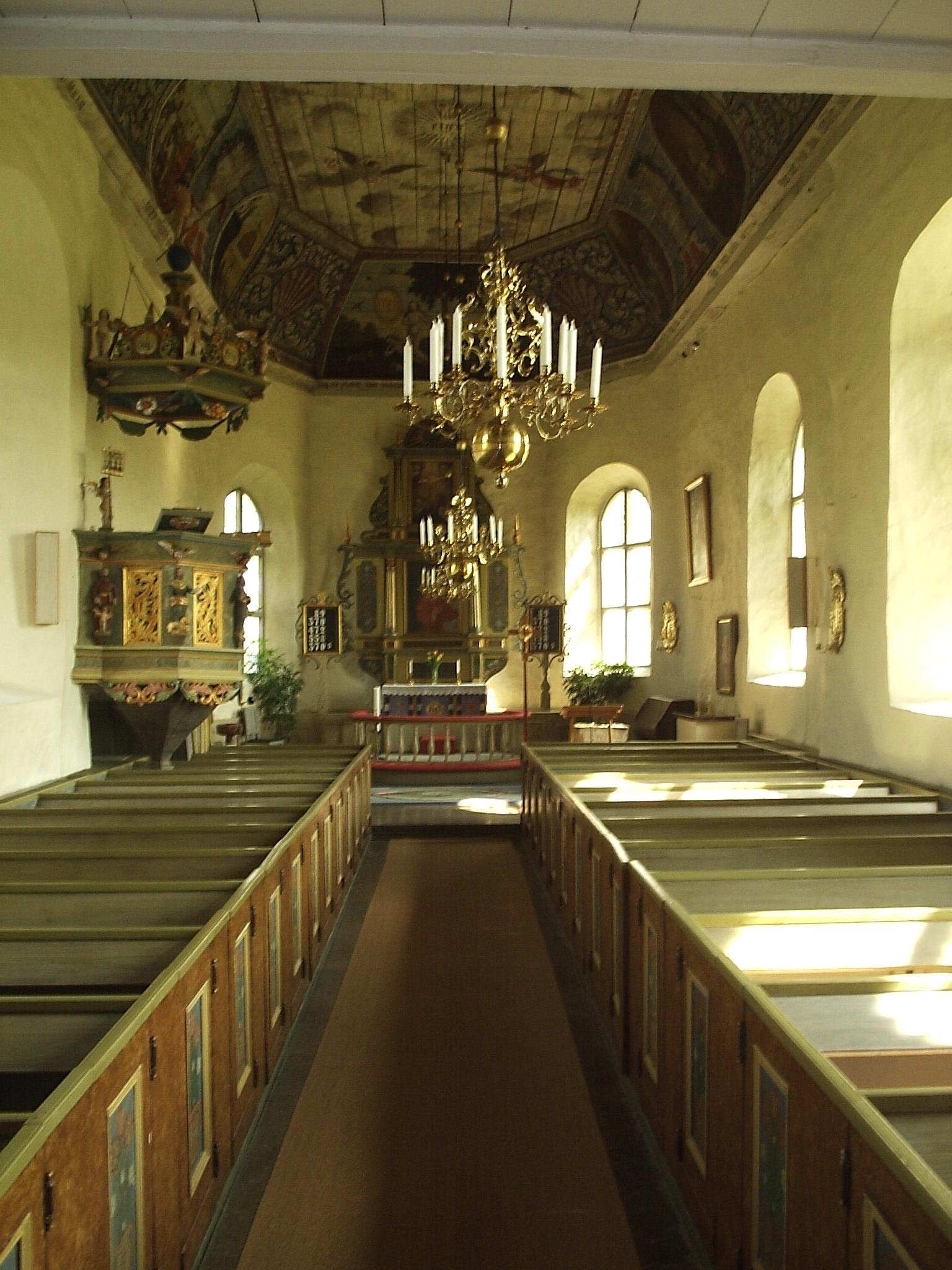
Långhusets interiör
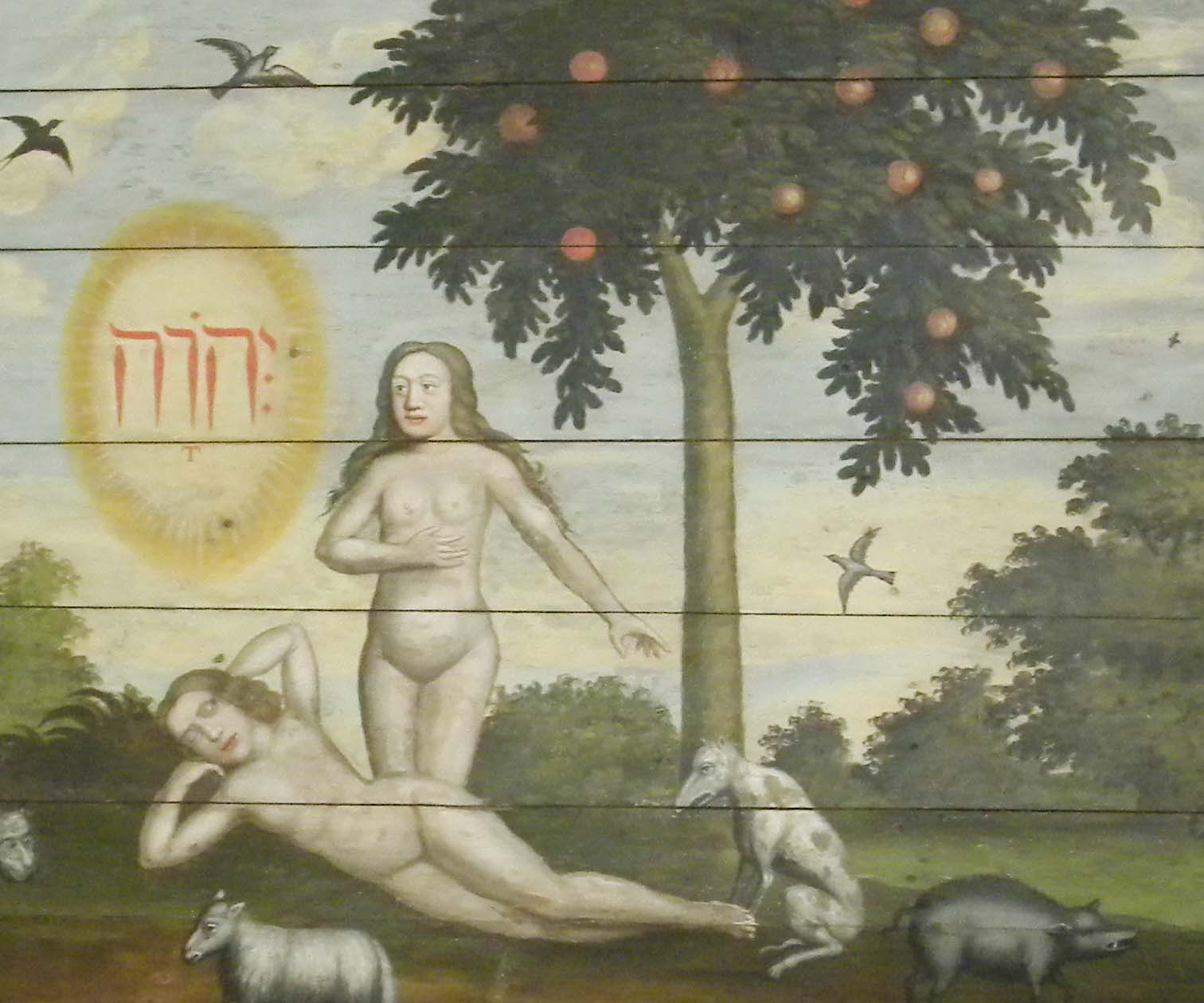
Takmålning av Lars Hasselbom
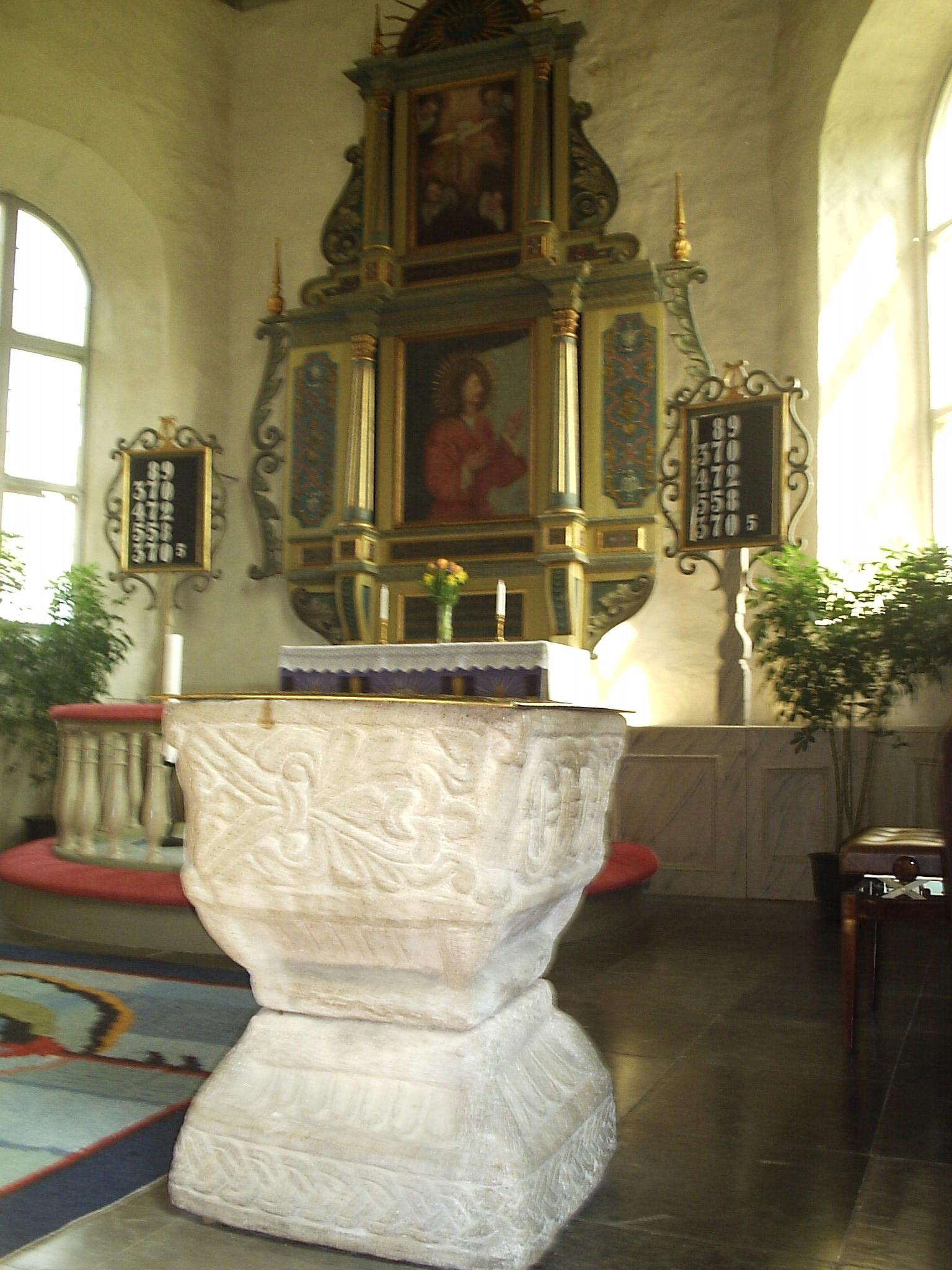
Dopfunt och altartavla
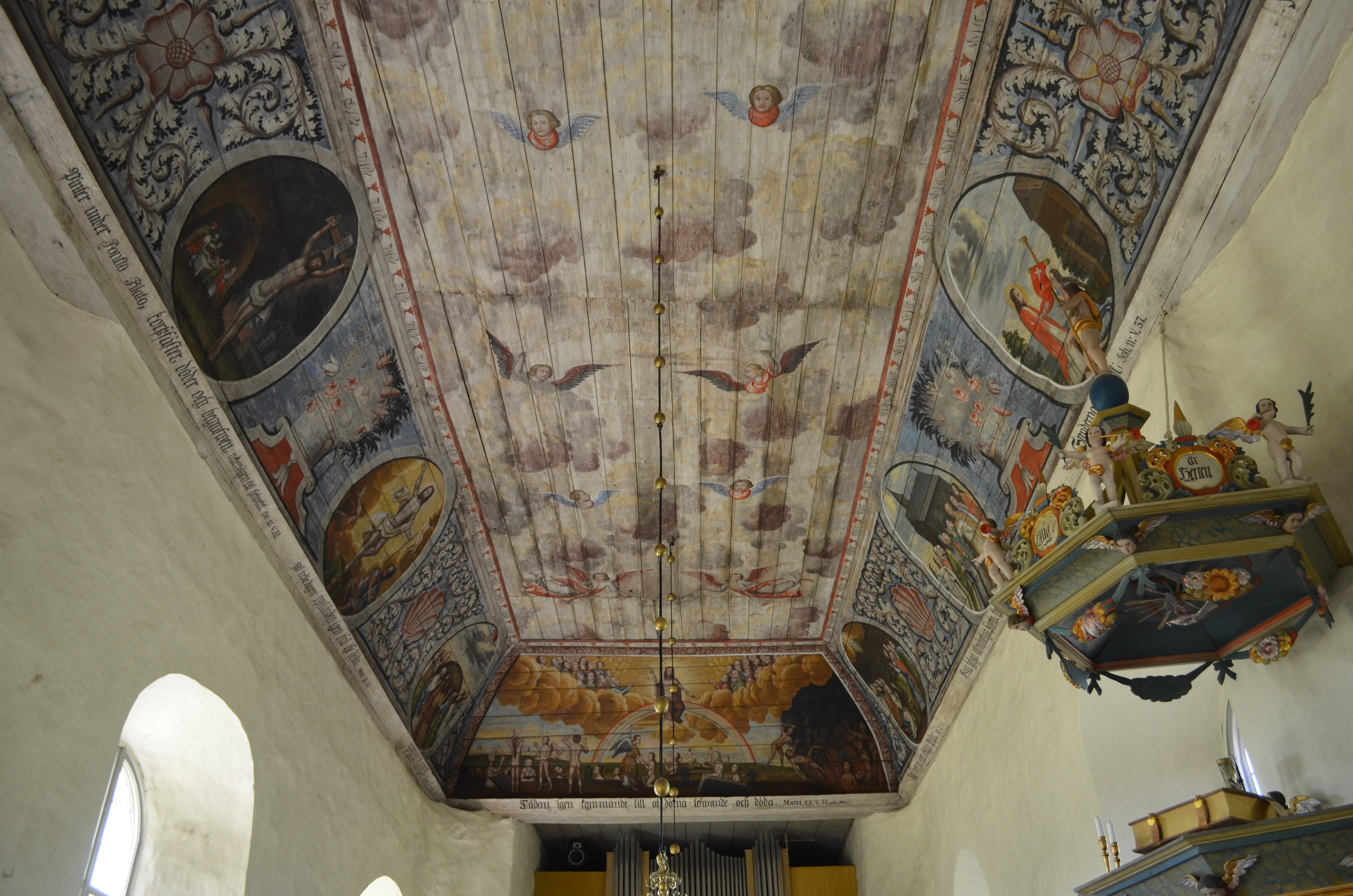
Flistads kyrkas takmålning
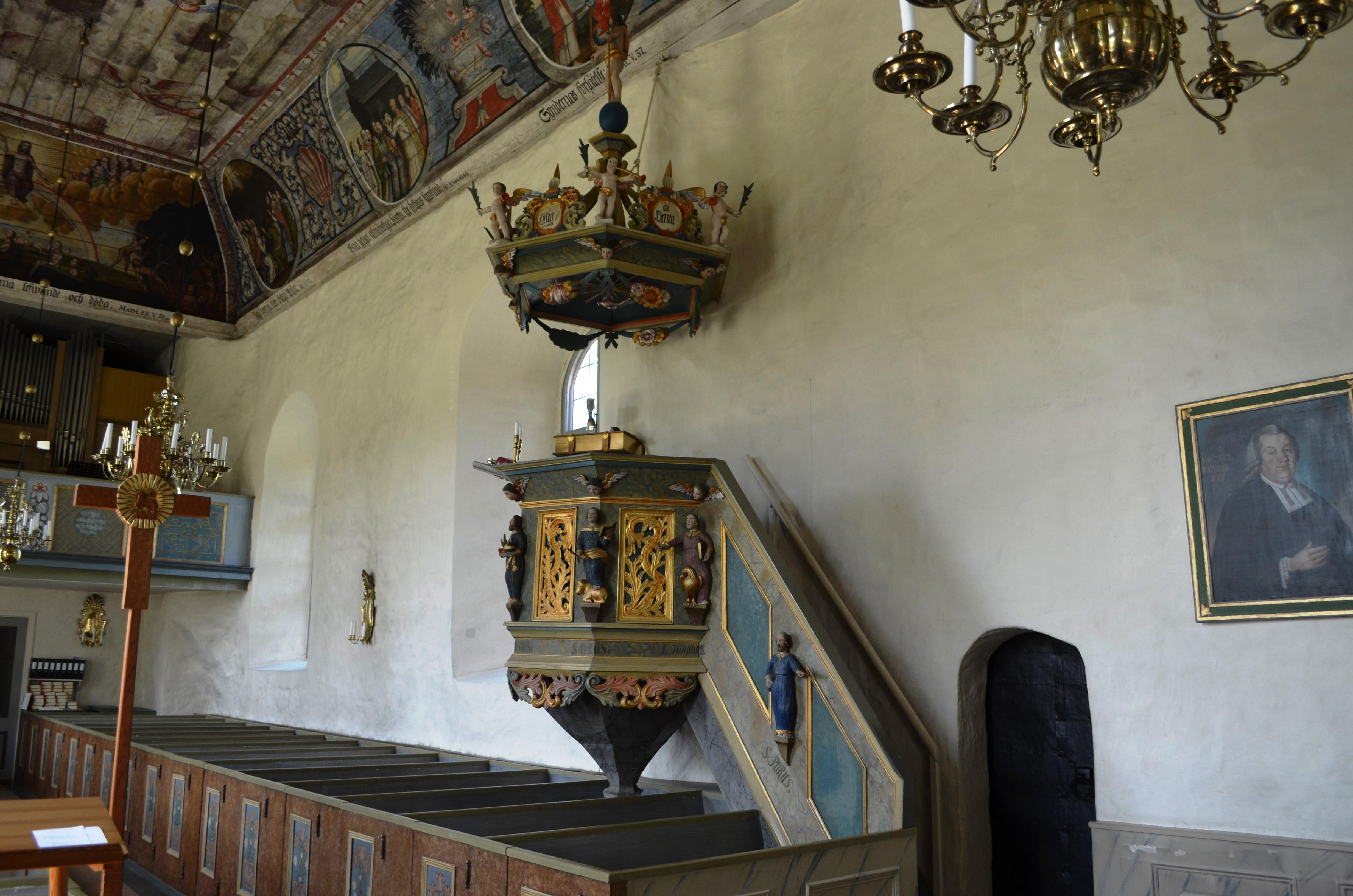
Flistads kyrkas predikstol
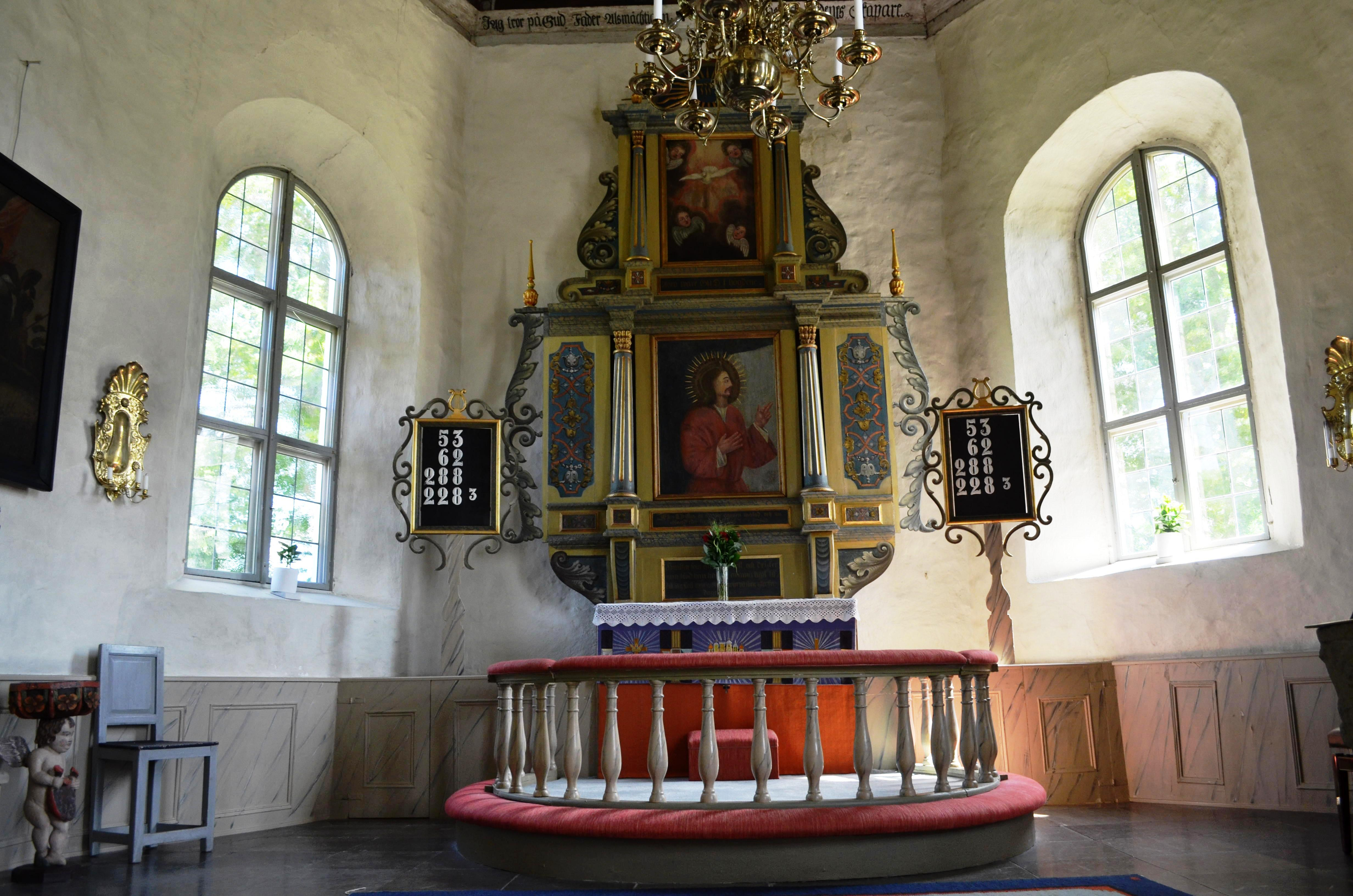
Flistads kyrkas altare